# داون الجنوبية (دائرة انتخابية في المملكة المتحدة)
داون الجنوبية (بالإنجليزية: South Down)‏ هي إحدى الدوائر الانتخابية في المملكة المتحدة الممثلة في مجلس العموم في برلمان المملكة المتحدة.
عضو البرلمان الذي يمثلها حالياً هو :Mr Eddie McGrady (SDLP).